# Stegastes flavilatus

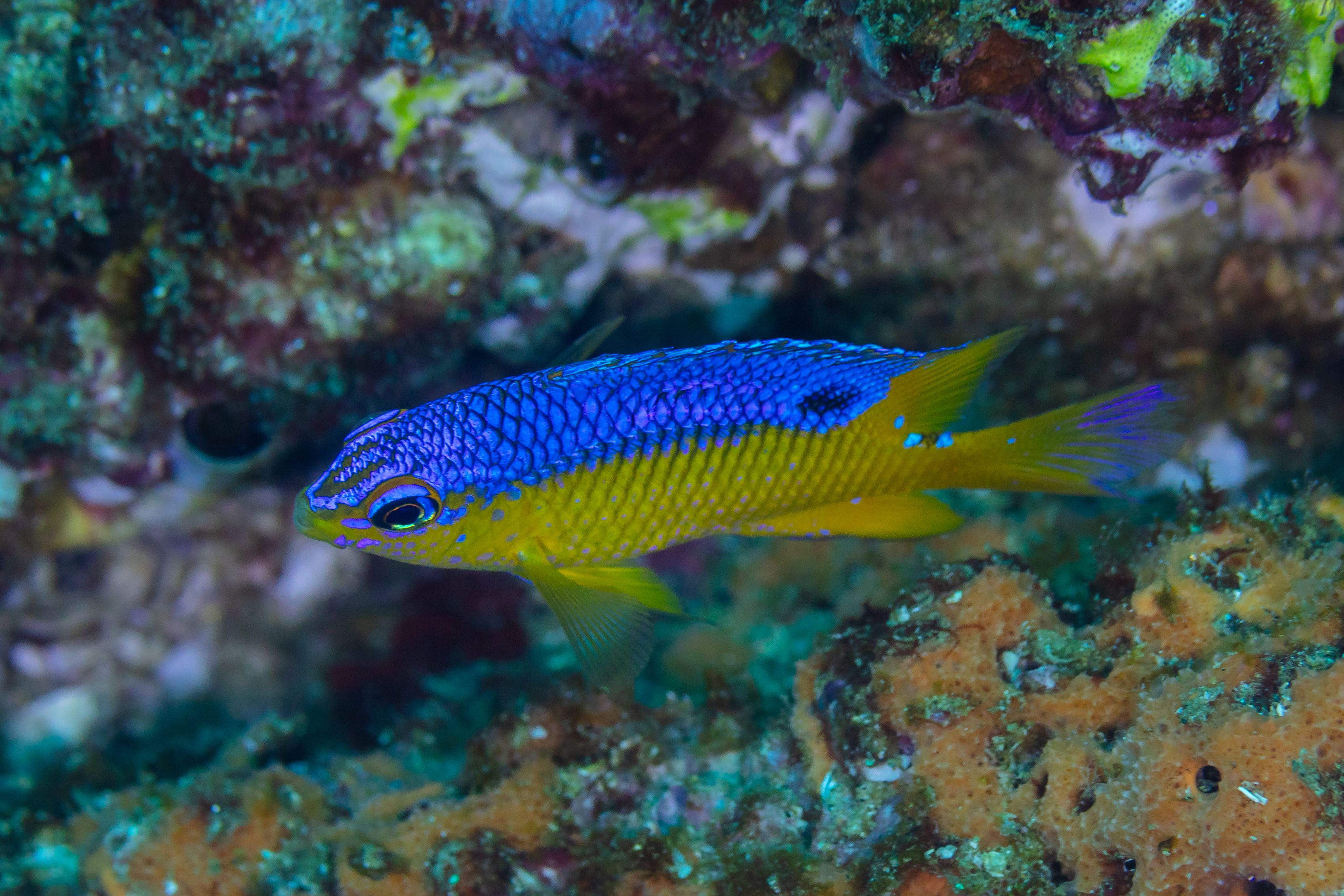

Stegastes flavilatus, thường được gọi là cá thia Beaubrummel, là một loài cá biển thuộc chi Stegastes trong họ Cá thia. Loài này được mô tả lần đầu tiên vào năm 1862.

## Phân bố và môi trường sống
S. flavilatus phân bố ở khu vực phía đông Thái Bình Dương, và được tìm thấy từ trung tâm vịnh California, dọc theo bờ tây Trung Mỹ, đến phía bắc Peru, bao gồm các quần đảo Revillagigedo, đảo Cocos và quần đảo Galapagos, nhưng hiếm ở 3 nhóm đảo này. S. flavilatus thường sống xung quanh các rạn san hô hoặc những nơi nhiều đá ngầm, hoặc cũng có thể được tìm thấy tại các cửa sông, ở độ sâu khoảng 1 – 38 m.

## Mô tả
S. flavilatus trưởng thành dài khoảng 10 cm. Thân của S. flavilatus trưởng thành có màu nâu xám, kể cả các vây; lớp vảy lớn có viền đen. Vây đuôi, phía sau vây lưng và vây hậu môn và vây bụng có điểm màu vàng nhạt. Mống mắt màu xanh ngọc. Đầu đôi khi có vài chấm màu xanh biển. Cá con có màu sắc hơn. Thân màu vàng cam với phần lưng màu lam sẫm. Có một đốm đen viền xanh trên vây lưng và rải rác các chấm nhỏ trên thân.
Số ngạnh ở vây lưng: 12; Số vây tia mềm ở vây lưng: 14 - 15; Số ngạnh ở vây hậu môn: 2; Số vây tia mềm ở vây hậu môn: 12; Số vây tia mềm ở vây ngực: 22 - 24.
Thức ăn của S. flavilatus là rong tảo và các động vật không xương sống (giun, hải quỳ, giáp xác). S. flavilatus sinh sản theo cặp, trứng bám dính vào đáy biển và được bảo vệ bởi cá đực. S. flavilatus có tính lãnh thổ.